# Kater-Felsen
Die Kater-Felsen sind eine kleine Gruppe von bis zu 22 m hohen Klippenfelsen vor der Davis-Küste des Grahamlands auf der Antarktischen Halbinsel. Sie liegen 1,5 km nordwestlich des Kap Kater.
Teilnehmer der Schwedischen Antarktisexpedition (1901–1903) kartierten sie grob. Der Expeditionsleiter Otto Nordenskjöld benannte sie in deutscher Sprache in Anlehnung an die Benennung des gleichnamigen Kaps. Dessen Namensgeber ist der britische Physiker Henry Kater (1777–1835), der an den Vorbereitungen der Antarktisfahrt Henry Fosters mit der HMS Chanticleer (1828–1832) beteiligt war.